# Bibiana Olama
Bibiana Martina Olama Mangue (* 2. Dezember 1982) ist eine äquatorialguineische Leichtathletin.  Sie vertrat ihr Land bei den Olympischen Sommerspielen 2012 beim 100-Meter-Hürdenlauf und durfte bei der Eröffnungsfeier die äquatorialguineische Fahne tragen. Sie tritt nicht nur beim 100-Meter-Hürdenlauf an, sondern auch beim 200-Meter-Lauf und 800-Meter-Lauf sowie Hochsprung, Weitsprung, Kugelstoßen, Speerwurf und Siebenkampf an.